# Admoniciones de las Institutrices

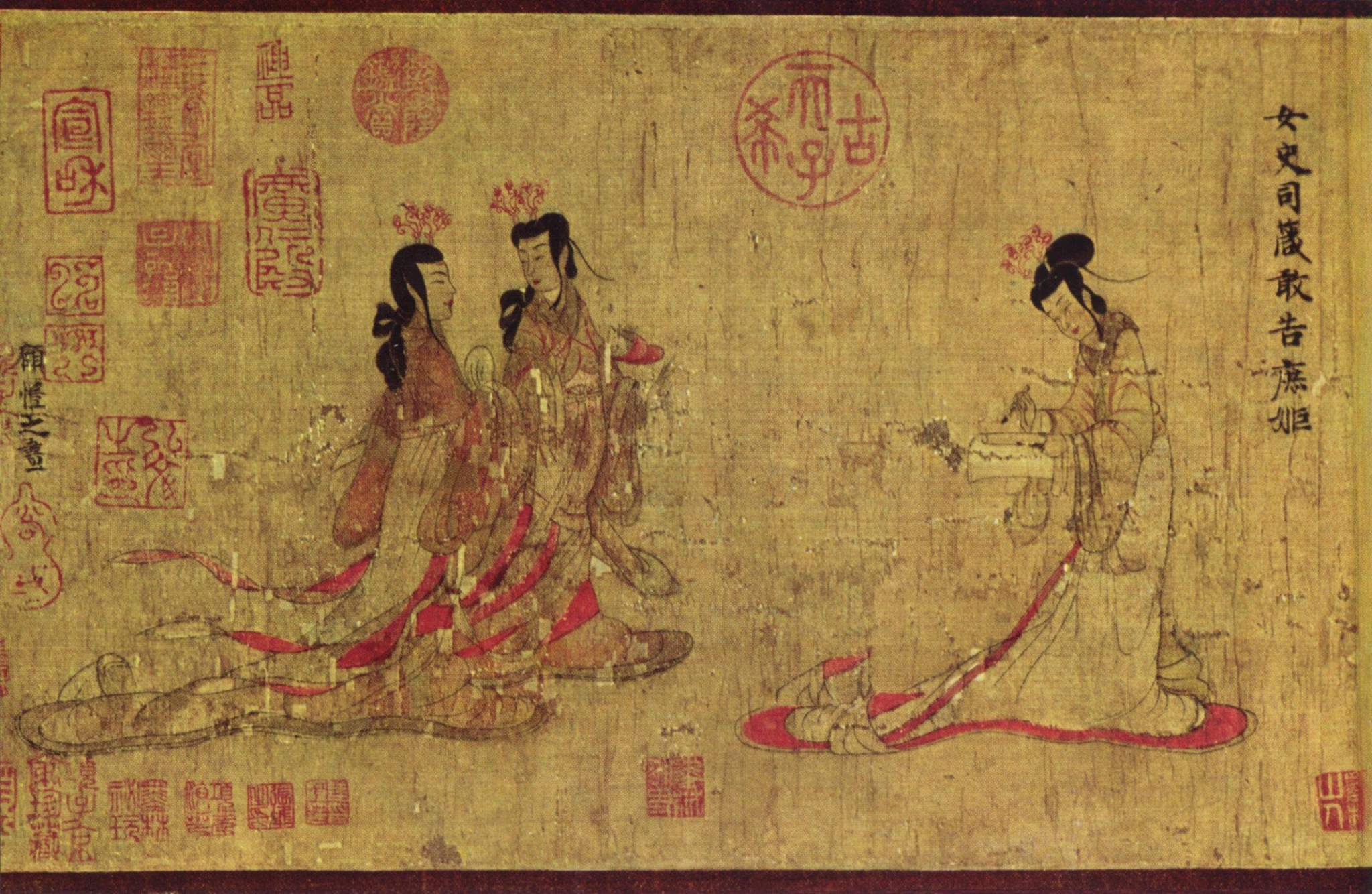
Escena final de las Admoniciones, mostrando a las Institutrices de la Corte.

Las Admoniciones de las Institutrices es una pintura narrativa china sobre seda que tradicionalmente se atribuye a Gu Kaizhi (顧愷之, hacia 345-406), pero que los estudiosos modernos consideran que es un trabajo de los siglos V-VIII que puede ser, o no, una copia de una pintura de corte original de la dinastía Jin (265-420) por Gu Kaizhi. 
El título completo de la pintura es Admoniciones de las Institutrices de la Corte (女史箴圖, Nǚshǐ Zhēntú). Fue pintada para ilustrar un texto poético escrito en el año 292 por el poeta oficial Zhang Hua 張華 (232-300). Esta pintura - probablemente una copia de la dinastía Tang - ilustra nueve historias de una sátira política sobre la Emperatriz Jia Nanfeng escritas por Zhang Hua (ca. 232-302). El texto en sí fue compuesto para reprender a la emperatriz Jia Nanfeng (賈后) (257-300) y para proporcionar consejo a las mujeres en la corte imperial. La pintura ilustra este texto con escenas que representan anécdotas sobre comportamiento ejemplar de damas palaciegas históricas, así como con escenas más generales que muestran aspectos de la vida de una dama palaciega.
La pintura, que actualmente se conserva en el Museo Británico en Londres, Inglaterra, es uno de los primeros ejemplos existentes de una pintura de rollo china, y es reconocida como una de las más famosas pinturas chinas en el mundo. La pintura se encuentra documentada durante la parte final de la dinastía Song del Norte (960-1127), cuando estaba en la colección del emperador Huizong de Song (r. 1100-1126).  Pasó a través de las manos de muchos coleccionistas a lo largo de los siglos, muchos de los cuales dejaron sus sellos de propiedad en la pintura, los más antiguos de los cuales se remontan al s. VIII. Con el tiempo se convirtió en una preciosa posesión del emperador Qianlong (r. 1735-1796). En 1899, durante la rebelión bóxer, la pintura fue adquirida por un oficial del Ejército Indio Británico que la vendió al Museo Británico. El rollo está incompleto, pues le faltan las tres primeras escenas de las doce originales; probablemente se perdieron en una fecha más temprana. La copia original es un rollo que se lee en sentido horizontal, pintado con tinta y colores sobre seda.
Una copia en rollo de papel monocromo de la pintura, completa con las doce escenas, se hizo durante la dinastía Song del Sur (1127-1279), y actualmente se encuentra en la colección del Museo del Palacio en Pekín, China.
La pintura forma parte del programa de la BBC Radio 4, de 2010, Una historia del mundo en cien objetos, como el objeto número 39.